# Málaga
 Ovo je glavno značenje pojma Málaga. Za druga značenja pogledajte Málaga (razdvojba).
Málaga je grad i luka u španjolskoj autonomnoj zajednici Andaluziji, na obali Sredozemnog mora, u regiji Costa del Sol. Godine 2007. grad je imao 561.250 stanovnika, čime je drugi po brojnosti u Andaluziji (iza Seville), a šesti u Španjolskoj.
Málaga je udaljena 198 km od Seville, a 544 km od Madrida. Glavne ekonomske djelatnosti su trgovina i turizam.
U Málagi su rođeni slavni Pablo Picasso i Antonio Banderas. Grad je poznat po vinu i po sportskim klubovima Málaga CF (nogomet) i CB Unicaja Malaga (košarka).

## Povijest
Málagu su osnovali Feničani oko 1000. g.p.K. Ime je dobila prema feničkoj riječi za sol (malaka). U 6. st.p.K. su Málagom zavladali Kartažani, a nakon Punskih ratova u 3. st.p.K. Rimljani. U rimskom razdoblju je Malaga bila značajna luka, a imala je i rimsko kazalište. Nakon pada Zapadnog Rimskog Carstva je bila pod vlašću Bizanta, a 623. su ju zauzeli Vizigoti.
Málaga je bila jedan od prvih španjolskih gradova koji su u 8. st. zauzeli Arapi. Pod arapskom vlašću je bila značajna luka unutar Kordopskog Kalifata i zvala se Mālaqah (arapski مالقة). Arapski putopisac Ibn Batuta ju je 1325. nazvao jednim od najljepših i najvećih gradova Iberskog polotoka.
Málaga je bila jedan od gradova u kojem su se Arapi najduže zadržali u Španjolskoj. Španjolska kršćanska vojska ga je zauzela tek 1487., pet godina prije pada Granade. Arapi su napustili grad, a u njega su se naselili kršćanski doseljenici. 1528. je počela izgradnja katedrale. 1704. je došlo do Bitke kod Málage tijekom Rata za španjolsko nasljeđe. 1831. je José María de Torrijos podigao pobunu protiv kralja.
Tijekom 19. st. se grad gospodarski razvija i industijalizira. Posebno se razvija metaloprerađivačka industrija. Krajem 19. i početkom 20. st. dolazi do gospodarske krize zbog slabe razvijenosti Španjolske. Málaga je bila jedan od centara socijalističkog i republikanskog pokreta, te je uništena u Španjolskom građanskom ratu 1936-1939. Nakon rata se grad obnavlja. Nakon se jače razvija kao značajan turistički centar.

## Zemljopis
Málaga se nalazi na jugu Španjolske na obali Alboranskog mora (uskog zapadnog dijela Sredozemnog mora između Španjolske i Afrike). Španjolska južna obala se naziva Costa del Sol (Obala Sunca). Grad se nalazi u dolini Hoya de Málaga uz rijeke Guadalmedina i Guadalhorce. Iznad grada se nalazi planina Montes de Málaga koja je dio Betijskih Kordiljera. Na planini se nalazi nacionalni park Montes de Málaga.
Klima je sredozemna. Ljetne temperature nisu pretjerano visoke. Zimi ima više padalina, a ljeti se javlja suša.

## Znamenitosti
Málaga ima mnogo znamenitosti iz raznih povijesnih razdoblja. Postoje ostaci rimskog kazališta i amfiteatra. Grad ima sačuvane gradske zidine. Postoji arapska tvrđava Alcazaba. Značajna je tvrđava na brdu Gibralfaro iz 14. st. čiji temelji datiraju iz feničkog doba. Značajna je katedrala i svetište sv. Marije od Pobjede. Zanimljiva je kuća i muzej Pabla Picassa. Značajan je moderni kongresni centar.
Turiste danas ipak najviše privlače plaže na obali Costa del Sol. Grad je poznat po mnogim festivalima.

## Galerija
- Pogled s brda Gibralfaro
- Rimsko kazalište
- Tvrđava Alcazaba
- Katedrala
- Tvrđava na vrhu Gibralfaro
- Botanički vrt
- Gradska luka

## Gradovi prijatelji
| - El Aaiún, Zapadna Sahara - Faro, Portugal - Guadalajara, Meksiko - Mobile, SAD - Passau, Njemačka - Tir, Libanon |

## Vanjske poveznice
- Službena stranica

### Ostali projekti
|  | Zajednički poslužitelj ima još gradiva o temi Málaga |